# Marie de Jonge
Eva Maria Alida de Jonge (1872-1951) foi uma pintora holandesa.

## Biografia
Maria de Jonge nasceu no dia 24 de dezembro de 1872 em Amersfoort. Ela estudou na Akademie van beeldende kunsten (Den Haag) (Academia Real de Arte, Haia) e na Rijksakademie van beeldende kunsten (Academia Estadual de Belas Artes). Os seus professores incluíam Lucien Simon e Nicolaas van der Waay.
O trabalho de Maria de Jonge foi incluído na exposição e venda de 1939 Onze Kunst van Heden (A Nossa Arte de Hoje) no Rijksmuseum, em Amsterdão. De Jonge leccionou no International Schildersatelier em Amsterdão; os seus alunos incluíram Maria Anna Bleeker, Marianne Franken, Elise Itzkovitch-Kann, Gustave van Kan, Cornelia Rambonnet e Victoire Wirix. Foi membro da Arti et Amicitiae e do Pulchri Studio.
De Jonge faleceu no dia 19 de março de 1951, em Zutphen.